# 種智院大學
種智院大學（日语：／ Shuchiin Daigaku）是位於日本京都府京都市的一所佛教私立大學，創建於1949年。該大學只教授本科生且只有一個學部。

## 概要
該大學創建人為學校法人綜藝種智院、古義真言宗仁和寺、宝山寺、朝護孫子寺、勸修寺、大覺寺、醍醐寺、中山寺、西大寺、教王護国寺（東寺）、清澄寺、泉涌寺、善通寺、須磨寺及随心院等14本山。所屬派別爲真言宗智山派、真言宗豐山派及新義真言宗。大學名取自空海於828年（天長5年）開創的教育機構綜藝種智院。

## 外部連結
- 種智院大学 （页面存档备份，存于）
- シュチログ （页面存档备份，存于）